# Geophilus pinivagus
Geophilus pinivagus är en mångfotingart som beskrevs av Karl Wilhelm Verhoeff 1928. Geophilus pinivagus ingår i släktet Geophilus och familjen storjordkrypare.
Artens utbredningsområde är Frankrike. Inga underarter finns listade i Catalogue of Life.